# 圣若泽-杜曼蒂门图
圣若泽-杜曼蒂门图是巴西米纳斯吉拉斯州的一个市镇。总面积54.475平方公里，总人口2472人，人口密度45.4人/平方公里。